# Franz Theodor Biergans
Franz Theodor Mathias Biergans (* 22. Mai 1768 in Aldenhoven; † 18. Januar 1842 in Köln) war ein deutscher Chorherr, Jakobiner, Schriftsteller und Notar.

## Leben und Wirken

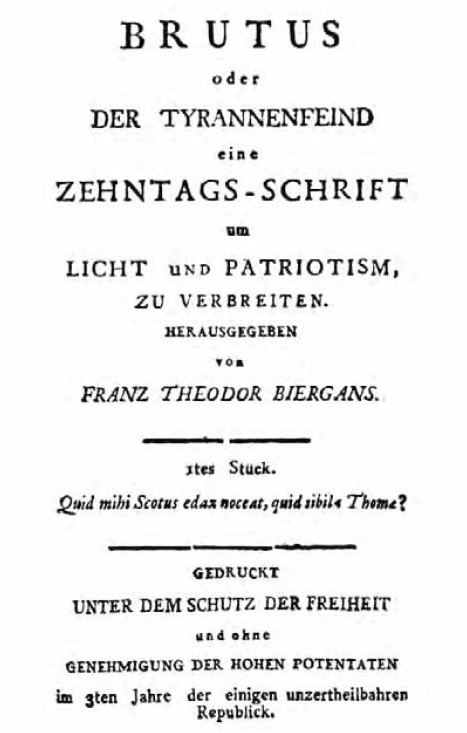
Titelseite der Erstausgabe Brutus oder der Tyrannenfeind (1795)

Franz Theodor Mathias Biergans wurde 1768 in Aldenhoven als Sohn des Händlers Matthias Franz Biergans, der bereits 1771 starb, und seiner Frau Katharina Elisabeth geborene Lintzen geboren. Biergans trat auf Wunsch seiner Mutter 1786 in das Kreuzherrenkloster Schwarzenbroich (Orden vom Heiligen Kreuz, OSC) ein, das er bereits 1789 wieder verließ, nachdem er erfolglos gegen die Gültigkeit seines Ordensgelübdes (Profess) im selben Jahr beim Generalvikar in Köln Einspruch erhoben hatte.
Er schloss sich der österreichischen Armee während des Russisch-Österreichischen Türkenkriegs an, desertierte vermutlich Ende 1789 und war kurzfristig Lateinlehrer an einer Schule in Stuttgart.
1789 kehrte er in das Kloster Schwarzenbroich zurück. Da Biergans wegen seiner vermuteten Fahnenflucht Schutz vor Strafverfolgung suchte, sprechen eher weltliche Gründe für diese Rückkehr. Denn seine Distanz zum Klosterleben wurde bereits 1789 in der Schrift Satyrisches Allerley für Kutten und Schwarzröcke (gedruckt auf Kosten des Vaticans) deutlich, für die in Wien ein Bücherverbot bestand.
Mit der Besetzung des Rheinlandes durch französische Truppen Ende des 18. Jahrhunderts verließ er das Kloster Schwarzenbroich erneut und wurde als deutscher Jakobiner in Köln politisch aktiv. In Düren hielt er am 28. Februar 1795 eine Rede, in der er die Kirche auf provokante Weise kritisierte.
Biergans gab ab 1795 die politische Zeitschrift Brutus oder der Tyrannenfeind mit Genehmigung der französischen „Administration Centrale du pays d'entre Meuse & Rhin“ in Köln heraus; ab 1796 die Zeitschrift „Brutus der Freye“ und ab 1815 die Zeitschrift Aurora in Aachen.
Ab März 1798 war Biergans Kommissar (Commissar du Gouvement) der französischen Regierung in Brühl. Er wurde ab Juni 1800 öffentlicher Notar und Friedensrichter in Monschau und ab 1806 in Aachen. Zwischen 1836 und 1838 war er schließlich Notar in Wegberg, bevor er die letzten Jahre seines Lebens nach Köln zog. Anfang des Jahres 1840 wurde Biergans Redakteur der literarischen Zeitschrift Omnibus zwischen Rhein und Niemen, in der das Gedicht Augen, die nicht ferne blicken von Heinrich Heine 1840 publiziert wurde, bis ihn ein Augenleiden zur Übergabe der Redaktion an Johann Baptist Rousseau zwang.
Biergans war mit Gertrud Clever verheiratet, die sich im Jahre 1820 von ihm trennte. Er starb 1842 in Köln und hinterließ 4 Kinder und 5 Enkel.

## Werk
- Satyrisches Allerley für Kutten und Schwarzröcke (gedruckt auf Kosten des Vaticans). 1789.
- Musen-Almanach auf das Jahr 1795. Oder Taschenbuch für Liebhaber der Dichtkunst. Langenschen Buchh., Köln 1795.
- Sündenregister der ehemaligen Regierungen zwischen Maas und Rhein. Köln 1795.
- Brutus oder der Tjrannenfeind, eine Zehntags-Schrift um Licht und Patriotism zu verbreiten. Köln 1795.
- Brutus der Freye, eine Zehntags-Schrift von Brutus Biergans. 1. Vierteljahr, Heft 1–9. Aachen 1796.
- Brutus der Freye, eine Zehntags-Schrift von Brutus Biergans. 2. Vierteljahr, Heft 1–2. Köln 1796.
- Teutschlands Entsündigung. J. H. Schwarzenberg, Aachen 1814.
- Aurora. Nr. 1. Dienstag, den 17. Jänner 1815. Aachen 1815.
- Der Barde der Ruhr. Th. Blieckr., Aachen 1815.
- Minne-Gedichte. Ein Toiletten-Geschenk für empfindsame Jünglinge, und liebende Mädchen. Spitz, Köln 1819.

## Rezeption
Die Figur Franz Theodor Biergans wurde in einem historischen Roman von Tilman Röhrig verarbeitet:
- Die Könige von Köln: Historischer Roman. Pendo-Verlag (Pieper), München 2014, ISBN 978-3-492-96750-1.